# زلالیه
مایع قسمت جلویی چشم زُلالیه  نام دارد. مایع زلالیه درون چشم و در حد فاصل قرنیه و عدسی قرار گرفته و نه تنها فشار داخلی چشم را تأمین می‌کند بلکه وظیفه تغذیه قرنیه و عدسی را هم که فاقد رگ‌های خونی هستند برعهده دارد. زلالیه مایع شفافی است که بین قرنیه و عدسی چشم قرار گرفته و فضای جلوی عدسی را پر می‌کند و فشار داخل چشم را در سطح ثابتی نگه می‌دارد.
زلالیه از مویرگ‌ها ترشح می‌شود و مواد غذایی و اکسیژن را برای عدسی و قرنیه فراهم می‌کند و مواد دفعی را نیز جمع‌آوری کرده و از طریق خون دفع می‌کند. این مایع که گرانروی بسیار کمی دارد، به‌طور دائم (حدوداً هر سه ساعت) تصفیه و تجدید می‌شود.
زلالیه همراه با زجاجیه فشار درونی چشم را ثابت نگاه می‌دارند و شکل کره‌ای چشم را حفظ می‌کنند. در صورتی که در تصفیهٔ زلالیه اختلال به وجود بیاید و مایع به همان سرعتی که ترشح می‌شود بازجذب نشود، فشار چشم افزایش یافته و فرد دچار آب سیاه می‌شود که ممکن است به کوری منجر شود.
۹۹٫۶٪ زلالیه را آب تشکیل می‌دهد. علاوه بر آن، ویتامین ث، گلوکز، اسید لاکتیک، سدیم و کلر؛ و نیز مقدار کمی پروتئین و اسید آمینه در زلالیه وجود دارد.
زلالیه سه وظیفه اصلی را به‌عهده دارد: حفظ فشار داخل چشم (دامنه طبیعی فشار داخل چشم در یک فرد بالغ ۱۰–۲۰ میلی‌متر جیوه است)؛ تغذیه ساختارهای بدون رگ قرنیه و عدسی؛ و تشکیل یک واسط شفاف که نور از میان آن گذشته و به شبکیه می‌رسد.

## کالبدشناسی
زلالیه از پوشش تنهٔ مژگانی ترشح شده از مردمک عبور کرده، در زاویه اتاق پیشین (قدامی) توسط یک سامانه تخلیه خاص زهکشی می‌شود. اتاقک پیشین بخشی از فضای حاوی زلالیهٔ چشم است که در جلو عنبیه قرار دارد.
زلالیه از طریق مردمک از اتاقک پسین (خلفی) وارد اتاقک پیشین می‌شود، سپس از طریق شبکه میله‌میله (ترابکولار) که در زاویه چشم در ریشه عنبیه قرار دارد به مجرای اشلم وارد می‌شود. این مجرای ظریف، لمب را در محل اتصال قرنیه و صلبیه دور می‌زند. زلالیه بعد از عبور از مجرای اشلم از طریق سیاهرگ‌های کوچک زلالیه‌ای وارد گرش خون عمومی می‌شود.
زلالیه، مایعی کاملاً قلیایی و نوری و شبیه به پلاسمای خون است اما حاوی پروتئین و گلوکز کمتر و اسید لاکتیک بیشتر و اسید اسکوربیک است. این مواد مغذی و همچنین اکسیژن را در بافت‌های چشمی که فاقد خون‌رسانی مستقیم هستند (مانند لنز) تأمین می‌کند و همچنین باعث حذف محصولات زاید آنها می‌شود.

## آسیب‌ها
سفتی و فشاری که در سطح چشم در لمس قدام حس می‌شود به فشار چشم معروف است و حاصل نیرویی است که مایع زلالیه بر واحد سطح لایه خارجی چشم وارد می‌کند. اگر بنا بر دلایلی مایع زلالیه داخل چشم زیاد از حد تولید یا خروج آن با مشکل مواجه شود و کمتر از حد لازم باشد، در آن صورت باعث افزایش فشار طبیعی چشم خواهد شد.
مایع داخلی چشم یا همان زلالیه دائم از مویرگ‌ها در چشم ترشح می‌شود و علاوه بر اینکه به چشم شکل و قوام می‌دهد نقش تغذیه داخلی چشم را نیز به عهده دارد؛ یعنی مواد غذایی و اکسیژن را برای عدسی و قرنیه چشم فراهم می‌کند و مواد دفعی را نیز جمع‌آوری کرده و از طریق خون دفع می‌کند. حال اگر به دلایلی این مایع زلالیه زیاد از حد تولید شود یا در دفع آن از چشم مشکلاتی وجود داشته باشد، موجب می‌شود که فشار داخلی چشم بالاتر از حد طبیعی شود و این فشار بالا ممکن است به تدریج و آرام آرام بدون اینکه خود فرد متوجه شود به قسمت‌هایی از عصب بینایی که مربوط به دید محیطی و میدان بینایی هستند آسیب بزند.
گاهی اوقات فشار اندکی بالا است ولی در طول زمان به تدریج تأثیرات منفی خود را بر روی عصب بینایی می‌گذارد و گاهی به ندرت اصلاً فشار ظاهراً و در اندازه‌گیری‌ها بالا نیست و بیمار هیچ علامتی را گزارش نمی‌کند ولی بیماری آب سیاه وجود دارد به همین خاطر معاینات دوره‌ای و سالانه به خصوص پس از سن ۴۰ سالگی و در کسانی که سابقه بیماری گلوکم در خانواده دارند، دارای اهمیت است.